# Intársia

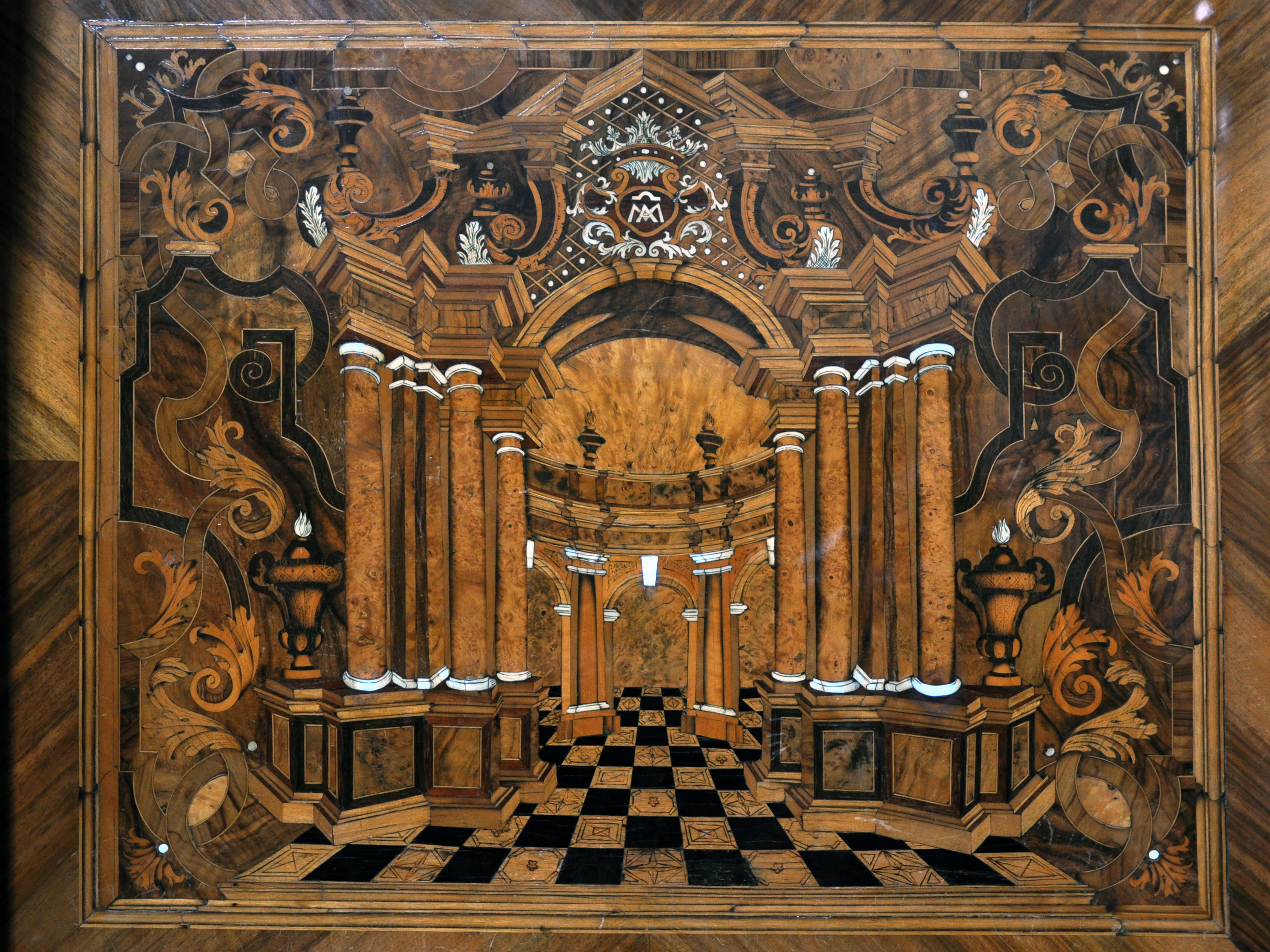
Um dos bancos do coro da Catedral de Tréveris, na Alemanha.

Intársia é uma forma de ornamentação em madeira através de incrustação (embutimento) similar à marchetaria. O termo é também utilizado para designar uma técnica similar utilizando pedras pequenas e muito polidas encaixadas em uma matriz de mármore (veja pietre dure).

## História
A técnica da intársia embute pedaços de madeira (às vezes em conjunto com marfim ou osso ou ainda madrepérola para aumentar o contraste) numa matriz de pedra sólida em pisos e parede ou no tampo de mesas ou de outros tipos de mobília. A marchetaria, por outro lado, revela seus padrões a partir de folheados de madeira colados sobre uma matriz sólida. Acredita-se que a palavra "intársia" seja derivada do termo latino "interserere", que significa "inserir".
Quando o Egito passou para o controle dos omíadas no século VII, a artes locais da intársia e da incrustação em madeira, que se prestavam à decoração não figurativa e a padrões ladrilhados, se espalharam por todo o Magrebe. A técnica da intársia já havia sido aperfeiçoada no norte da África islâmico antes de ser introduzida à Europa cristã através da Sicília e da Andaluzia. Ela se desenvolveu ainda mais em Siena e na mãos dos mestres sienenses da Catedral de Orvieto, que introduziram pela primeira vez a intársia figurativa em cerca de 1330. A expansão continuou pelo século XV e XVI, especialmente no norte da Itália, mas também nos principais centros da Alemanha e de Londres, para onde foi levada por artesãos flamengos no final do século XVI. Os exemplos mais elaborados da intársia são os gabinetes desta época, que eram móveis de alto luxo e de grande prestígio. Depois de cerca de 1620, a marchetaria passou a suplantar a intársia.

## Processo
A intársia é uma técnica de carpintaria que utiliza pedações de madeira de vários tipos, formatos e tamanhos encaixados juntos para criar uma imagem similar a de um mosaico com a ilusão de profundidade. Uma peça é criada através da seleção de diferentes tipos de madeira, aproveitando suas granularidades e cores naturais (embora seja comum o uso de corantes e tintas) para criar variações num padrão. Depois de selecionadas as madeiras, cada pedaço é então cortado individualmente no formato desejado e finalizado. Às vezes, certas partes do padrão são erguidas em relação à base para acentuar o efeito de profundidade. Depois que cada um dos pedaços individuais ficar pronto, eles são encaixados como um quebra-cabeça e colados à base de madeira que é, às vezes, recortada no formato exterior da imagem, geralmente com o objetivo de criar um efeito tri-dimensional.
A intársia em mármore (opere di commessi), chamada pietra dura, é a mesma técnica utilizando pedras coloridas embutidas em mármore branco ou negro. Exemplos primitivos em Florença datam de meados do século XV e a técnica teve seu apogeu de refino e complexidade na Capela Médici, produzida por encomenda dos Médici pelo chamado "Opificio delle Pietre Dure", fundado por Fernando I de Médici. No início do século XVII, a técnica passou por novos desenvolvimentos em Nápoles. O piso da Basílica de São Pedro é um exemplo particularmente notável da intársia em mármore. Posteriormente, esta forma de decoração tornou-se uma característica da decoração de interiores do barroco, particularmente do barroco siciliano depois do terremoto de 1693.